# Hemiramphus brasiliensis
Demi-bec brésilien, Balaou queue jaune
Espèce
Statut de conservation UICN

 LC  : Préoccupation mineure
Hemiramphus brasiliensis, le Demi-bec brésilien ou Balaou queue jaune, est une espèce de poissons marins de la famille des Hemiramphidae.

## Description
Hemiramphus brasiliensis peut mesurer jusqu'à 55 cm de longueur totale mais sa taille habituelle est d'environ 35 cm. Son poids maximal enregistré est de 200 g. Il se nourrit principalement d'herbes marines et de petits poissons.

## Répartition

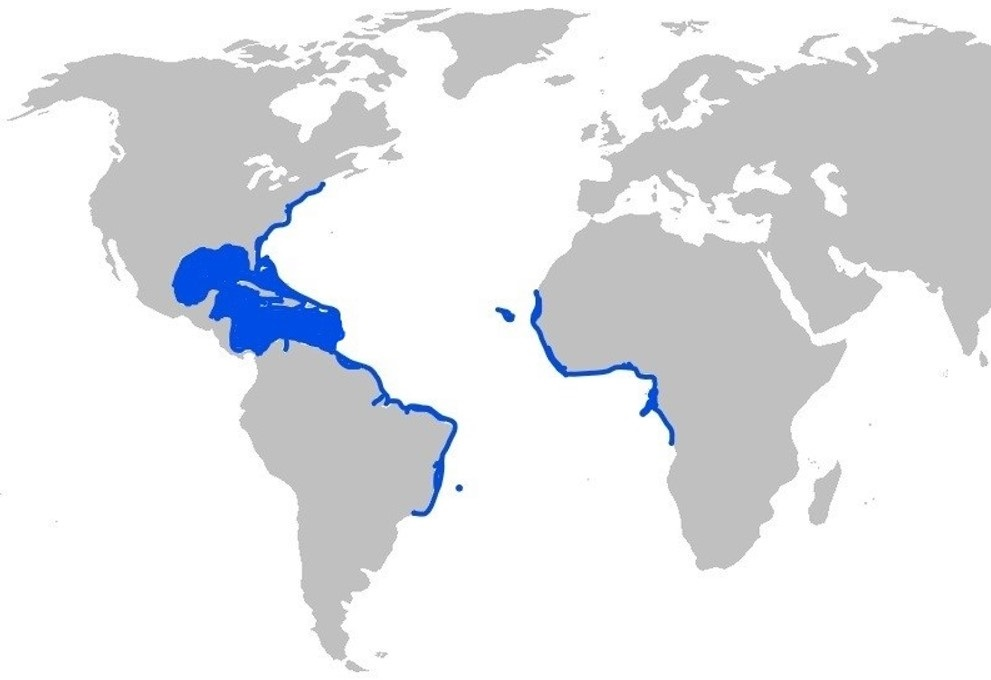
Répartition de Hemiramphus brasiliensis.

Ce poisson se rencontre dans l'Atlantique ouest, depuis le Sud du Massachusetts (États-Unis) jusqu'à l’extrême nord de l'État de São Paulo (Brésil) en passant par le Golfe du Mexique et la mer des Caraïbes, et dans Atlantique est, depuis le Nord de la Mauritanie et le Cap-Vert jusqu'à Luanda en Angola mais également à Sao Tomé-et-Principe. Il est présent depuis la surface et jusqu'à 5 m de profondeur mais, plus généralement, jusqu'à 2 m seulement et forme des bancs importants le long des côtes.

## Hemiramphus brasiliensiset l'Homme
Cette espèce de poissons est principalement utilisée comme appât pour la pêche en haute mer de poissons tels que les marlins mais aux Antilles elle est également consommée.

## Systématique
Le nom valide complet (avec auteur) de ce taxon est Hemiramphus brasiliensis (Linnaeus, 1758).
L'espèce a été initialement classée dans le genre Esox sous le protonyme Esox brasiliensis Linnaeus, 1758.
Ce taxon porte en français les noms vernaculaires ou normalisés suivants : Balaou queue jaune, Demi-bec brésilien.
Hemiramphus brasiliensis a pour synonymes :
- Esox brasiliensis Linnaeus, 1758
- Hemiramphus brownii Valenciennes, 1847
- Hemirhamphus brasiliensis
- Hemirhamphus filamentosus Poey, 1860
- Macrognathus brevirostris Gronow, 1854

### Étymologie
Son épithète spécifique, composée de brasil et du suffixe latin -ensis, « qui vit dans, qui habite », lui a été donnée en référence à sa localité type, le Brésil. 